# Acmaeodera bipunctata
Acmaeodera bipunctata es una especie de escarabajo del género Acmaeodera, familia Buprestidae. Fue descrita científicamente por Olivier en 1790.
Esta especie se encuentra en el continente asiático.